# Diocesi di Giffoni
La diocesi di Giffoni (in latino Dioecesis Jovisfani seu Geophonensis) è una sede soppressa della Chiesa cattolica.

## Storia
La diocesi fu eretta da papa Clemente VII nel concistoro del 6 marzo 1531, grazie all'iniziativa del marchese del Vasto e della principessa di Francavilla. Comprendeva tre comuni: Giffoni Sei Casali e Giffoni Valle Piana, sottratti all'arcidiocesi di Salerno, e Gauro, sottratto alla diocesi di Acerno. Comprendeva il cosiddetto Stato di Giffoni. La chiesa di Santa Maria Annunziata di Giffoni Valle Piana divenne la cattedrale della nuova diocesi, che fu suffraganea dell'arcidiocesi di Salerno.
Due soli furono i vescovi nominati per questa sede. Il primo fu Innico D'Avalos, olivetano, vescovo di Aquino, che lasciò Giffoni sei mesi dopo la nomina e ritornò all'antica sede di Aquino. Successivamente il papa nominò un amministratore apostolico, il cardinale Pompeo Colonna, alla cui morte la sede fu soppressa per la povertà della mensa vescovile e per l'opposizione del cardinale Niccolò Ridolfi, amministratore dell'arcidiocesi di Salerno.

## Cronotassi dei vescovi
- Innico D'Avalos, O.S.B.Oliv. † (6 marzo 1531 - settembre 1531 dimesso)
  - Pompeo Colonna † (6 settembre 1531 - 28 giugno 1532 deceduto) (amministratore apostolico)[1]